# Comuna Đurmanec, Krapina-Zagorje
Đurmanec este o comună în cantonul Krapina-Zagorje, Croația, având o populație de 4.235 de locuitori (2011).

## Demografie
Componența etnică a comunei Đurmanec
     Croați (98,68%)
     Necunoscut (0,05%)
     Neclasificat (1,13%)
Componența confesională a comunei Đurmanec
     Catolici (98,82%)
     Necunoscută (0,54%)
     Alte religii (0,64%)
Conform recensământului din 2011, comuna Đurmanec avea 4.235 de locuitori. Din punct de vedere etnic, majoritatea locuitorilor (98,68%) erau croați. Apartenența etnică nu este cunoscută în cazul a 0,05% din locuitori. Din punct de vedere confesional, majoritatea locuitorilor (98,82%) erau catolici. Pentru 0,54% din locuitori nu este cunoscută apartenența confesională.

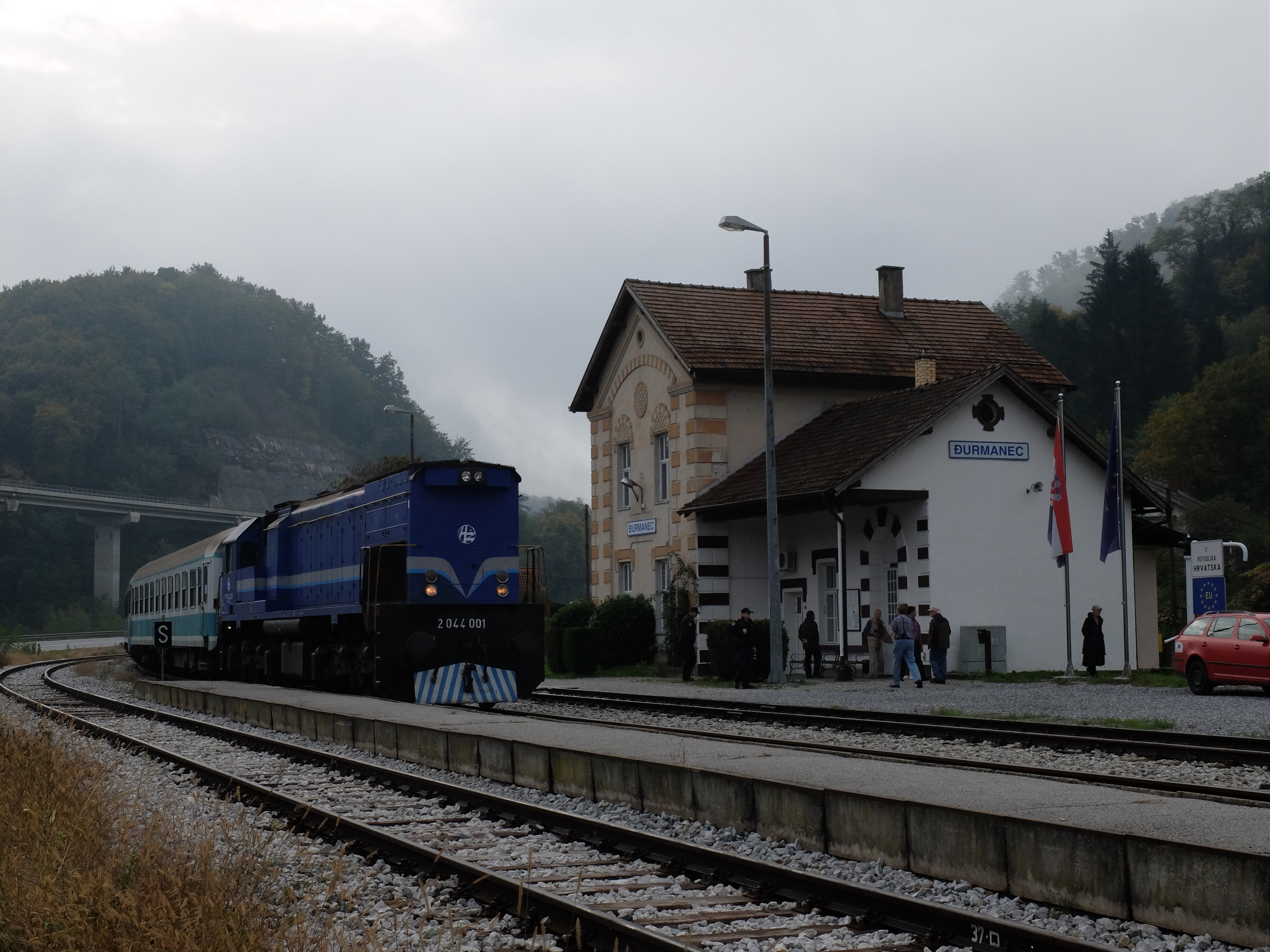
Gară